# Ludwigskanal

Dwarsdoorsnede kanaal bij aanleg

Het Ludwigskanal of Ludwig-Donau-Main-Kanal (ook: Alter Kanal) is een historisch kanaal in het Duitse Beieren dat de eerste verbinding vormde tussen het stroomgebied van de Rijn en dat van de Donau. Het kanaal kreeg zijn naam door de bezieler en initiatiefnemer koning Ludwig I von Bayern. Het werd aangelegd tussen de Main bij Bamberg en de Donau bij Kelheim. Hoewel oorsprong en uitmonding gelijk zijn aan het later gegraven Main-Donaukanaal, liep het Ludwigskanal noordelijker, langs Neumarkt in der Oberpfalz. Het kanaal was van 1846 tot 1950 in gebruik. Toen werd het kanaal definitief uit dienst genomen en werden gedeelten van het kanaal gedempt. Van de 101 sluizen is nog ongeveer twee derde behouden.

## Traject
Het kanaal voerde van Kelheim langs Alt-Essing, Neu-Essing, Riedenburg, Dietfurt an der Altmühl, Beilngries, Berching, Neumarkt in der Oberpfalz, Berg bei Neumarkt in der Oberpfalz, Burgthann, Wendelstein, Neurenberg, Fürth, Erlangen, Möhrendorf, Baiersdorf, Hausen, Forchheim, Eggolsheim, Hirschaid naar Bamberg.

## Geschiedenis

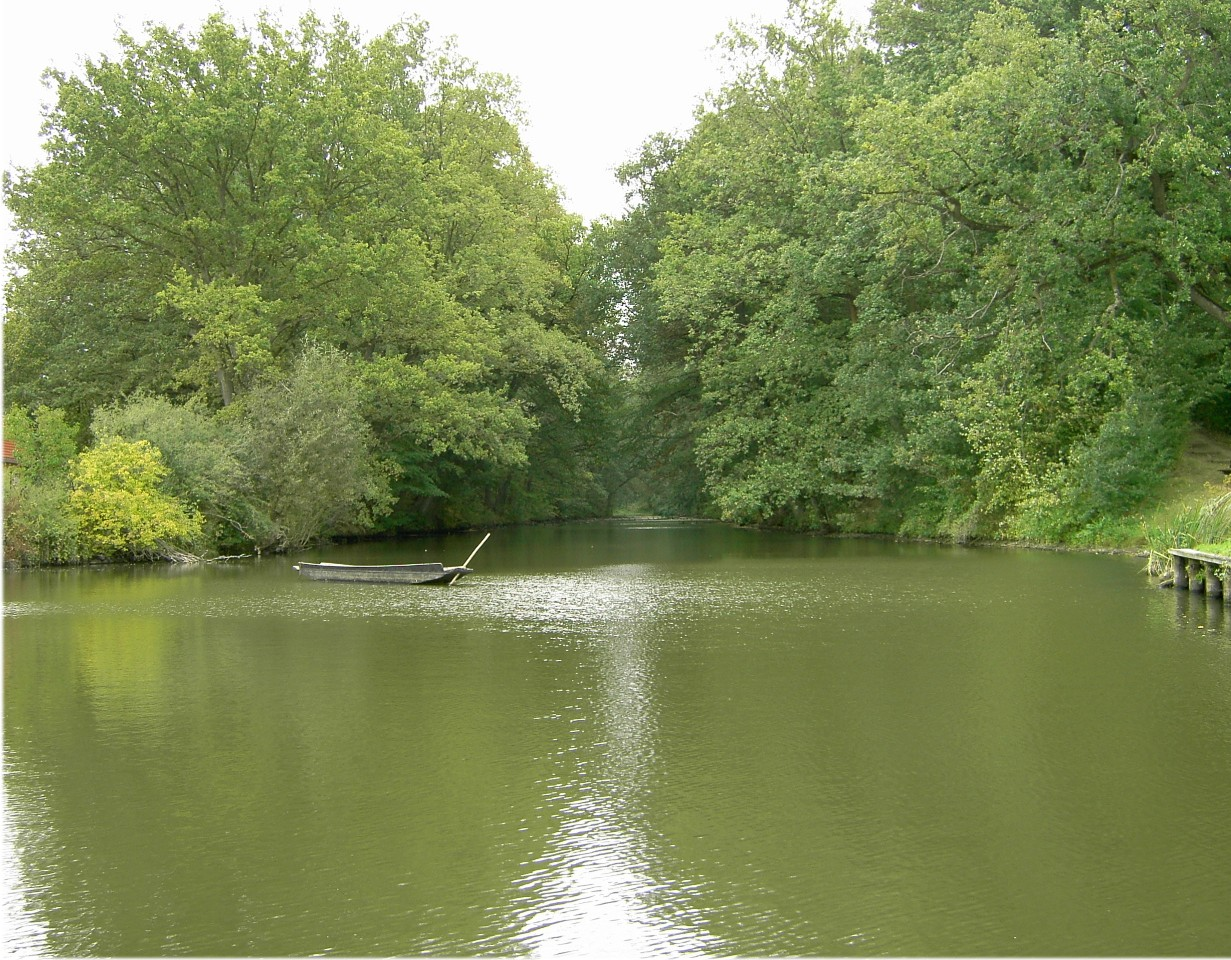
Overblijfsel van de Fossa Carolina bij Graben, gem. Treuchtlingen

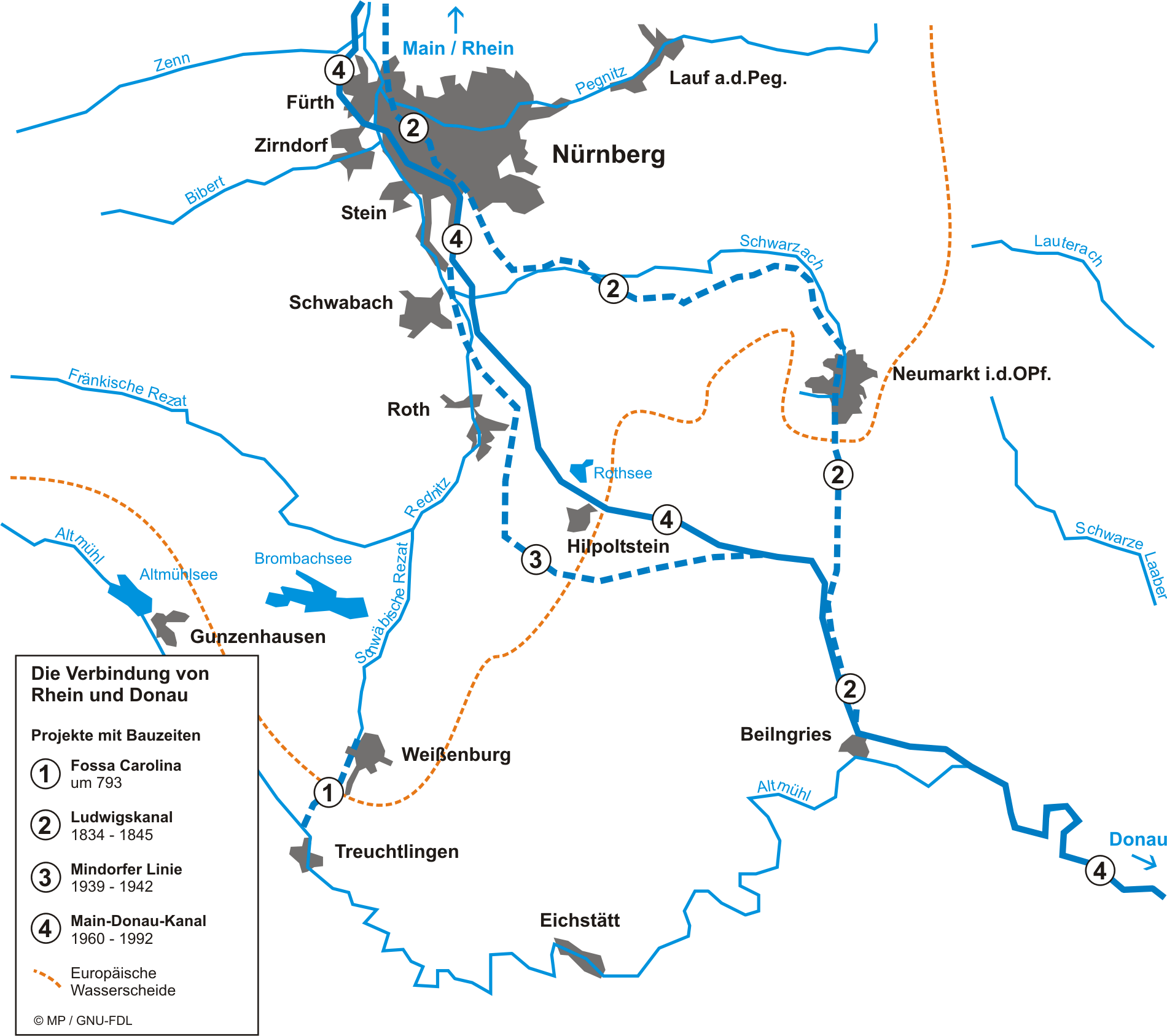
Historische Main-Donaukanaalprojecten. Linksonder bij 1 de Fossa Carolina. Bij 2 rechts het Ludwigskanal. De oranje streep is de Europese waterscheiding.

De wens de beide stroomgebieden te verbinden is eeuwenoud, en de pogingen met de Fossa Carolina in 793 onder leiding van Karel de Grote zijn hiervan een nog tastbaar voorbeeld. De route van Karel de Grote voldeed niet gegeven de op dat punt slechte bevaarbaarheid van de gekozen zijrivieren van de twee stromen. Voordeel was wel dat het te verbinden traject tussen Weißenburg in Bayern en het aangrenzende Treuchtlingen bijzonder kort was.
In 1825, het jaar van zijn troonsbestijging, gaf Ludwig I reeds de opdracht plannen uit te werken voor de bouw van het kanaal. De trajectkeuze over de waterscheiding tussen de stroomgebieden van de Donau en Rijn heen en de plannen werden in 1830 opgeleverd, en in 1832 gepubliceerd. Wetgevend werk werd in 1834 afgerond en in 1835 werd een werkmaatschappij opgericht. Tussen 1836 en 1846 werd tussen Bamberg en Kelheim het Ludwigskanal gegraven. Waar bij aanvang 3000 arbeiders werden ingezet, nam dit aantal bij piekmomenten toe tot 9000 kanaalgravers. Er dienden meer dan honderd bruggen over het kanaal aangelegd te worden, en het kanaal zelf werd met niet minder dan tien kanaalbruggen over rivieren en wegen heen gevoerd. Op tientallen locaties moesten dammen aangelegd worden om het traject van het kanaal mogelijk te maken. Zowel de Kettenbachdamm (18,5 m hoog en 435 m lang) als de Schwarzenbachdamm (20 m hoog en 319 m lang) zijn voorbeelden van de bouwkundige werken die nodig waren voor de aanleg van het kanaal.
Het was een naar huidige normen klein kanaal, 172 kilometer lang, met een hoogteverschil van 184 m, met 101 schutsluizen dat door de opkomst van het spoor met de aanleg van de spoorlijn Nürnberg - Bamberg en de regelmatige watertoevoerproblemen al gauw onrendabel werd. Het gebruik daalde jaar na jaar en was tegen het begin van de Tweede Wereldoorlog gedaald tot een vijfde van het oorspronkelijk jaartransport van 175.000 ton. In die oorlog werd het kanaal beschadigd, maar ondanks de uitgevoerde herstellingen, werd al in 1950 besloten het Ludwigskanal te sluiten en deels te dempen. Al sinds 1921 waren voorbereidende werkzaamheden aan een groter kanaal en betere toegangsroutes uitgevoerd. In 1960 werd dan echt begonnen met de bouw van het Main-Donaukanaal. In 1972 werd Neurenberg met de Main verbonden en op 25 september 1992 werd dit kanaal volledig opengesteld. 
Vooral het gedeelte van het oude traject tussen Neurenberg en Bamberg werd vrij snel verkocht en overbouwd. In de jaren zestig werd onder meer een deel van het traject van de Bundesautobahn 73 over de oude kanaalroute aangelegd.

## Tonnenmaat en afmetingen
Het Ludwigskanal had grotendeels een trapeziumvorm; het was 15,76 m (54 Beierse voet) breed op de waterspiegel, 9,92 m aan de bodem (34 voet) en minstens 1,46 m diep. Dit gaf een verhouding van 1/4 tussen de dwarsdiameter van de maximaal toegelaten schepen (4,8 m²) en de dwarsdoorsnede van de watermassa in het kanaal (18,7 m²) wat als gunstig gezien werd voor een geringe waterweerstand voor de betrokken schepen. In het kanaal werden schepen ingezet met een standaard lengte van 24 m, tot maximaal 30 m, en een breedte van 4,2 m aan het wateroppervlakte en 4,0 m aan de bodem en een maximale diepgang van 1,16 m. Zo konden schepen tot 120 ton toegelaten worden, wat exact 1/10 is van de toegelaten maxima in het huidige Main-Donaukanaal. De jaagpaden werden aangelegd met een breedte tussen de 2,3 en 2,9 m.
De sluizen hadden een schutkolk van 34,5 m lengte en 4,67 m breedte. De sluizen hadden bijna allen een derde sluisdeur die bij de kortere schepen een kortere schutkolk van 28,3 m lengte creëerde. Dit reduceerde het waterverlies bij het schutten van de schepen.